# كدمة الرماح

تعديل مصدري - تعديل

كدمة الرماح هي إحدى قرى عزلة أحور بمديرية أحور التابعة لمحافظة أبين، بلغ تعداد سكانها 73 نسمة حسب تعداد اليمن لعام 2004.